# Ghiacciaio Shipley
Il ghiacciaio Shipley è un ghiacciaio lungo circa 40 km situato sulla costa di Pennell, nella regione nord-occidentale della Dipendenza di Ross, in Antartide. In particolare, il ghiacciaio, il cui punto più alto si trova a circa 3200 m s.l.m., ha origine nella parte centrale dell'estremità settentrionale dei monti dell'Ammiragliato, in particolare dal versante settentrionale del monte Adam, e da qui fluisce in direzione nord-nord-est, scorrendo lungo il versante orientale della dorsale DuBrige, fino ad entrare nella baia Pressure, sul lato occidentale della baia di Robertson, lambendo la costa sud-occidentale dell'isola Flat.

## Storia
Il ghiacciaio Shipley è stato mappato per la prima volta dal reparto settentrionale della spedizione Terra Nova, nota ufficialmente come "spedizione antartica britannica 1910–1913" e comandata da Victor Campbell, e battezzato proprio da quest'ultimo in onore dell'ammiraglio Sir Arthur Shipley, membro del Chirst's College di Cambridge.